# 朝鲜停战协定
《朝鲜停战协定》是朝鲜战争各參戰方簽署的停戰協定，于1953年7月27日在朝鲜半岛開城市附近的板門店簽署，签字方是朝鲜人民军最高司令官暨朝鲜民主主义人民共和国内阁首相金日成元帅、中国人民志愿军司令员彭德怀、以及联合国军总司令暨美国陆军上将马克·克拉克，签字代表是朝中代表团首席代表南日大将和联合国军代表团首席代表海立勝中将。此协定純屬軍事文件，以军队名义签署，沒有任何國家是签字國。
当日10时10分，签字仪式结束。签字文件一共18本，双方没有寒暄、没有握手、没有讲话，甚至没有看对方一眼。协定签订后，即刻停止了朝鲜战争交战双方的敌对军事行为，使朝鲜战争进入停火状态。之后三方按照停战协定组织军事停战委员会，不设主席，由十名军事成员组成，以监督协定的实施及协商处理任何违反协定的事件。朝韩非军事区在協定簽署後劃設，成为停战后至今朝鲜半岛南北分治的實際邊界。
大韩民国从未签署停战协定。1991年3月，由于美国决定由韩国黃源卓出任停战委员会联合国军首席代表，而韩国并非停战协议签约方，朝鲜提出抗议并不再参与会议，停战委员会名存實亡。1994年4月28日，朝鲜人民军决定停止参加停战委员会活动，并不再承认停战委员会联合国军司令部部分为对应机构。同年9月，中华人民共和国政府也宣布召回驻板门店停战委员会志愿军代表团。

## 名称
协定中文本全称是《朝鲜人民军最高司令官及中国人民志愿军司令员一方与联合国军总司令另一方关于朝鲜军事停战的协定》:382，英文本全稱是，朝鲜民主主义人民共和国政府简称为朝鲜停战协定，大韓民國政府又稱休戰協定（韓語：휴전협정）。
在朝鲜停战谈判中，联合国军代表团提出《朝鲜停战协定》文本应使用“韓國”稱呼，即名为《聯合國軍總司令一方與朝鮮人民軍最高司令官及中國人民志願軍司令員另一方關於韓國軍事停戰的協定》（국제련합군 총사령관을 일방으로하고 조선인민군 최고 사령관 및 중국인민 지원군 사령원을 다른 일방으로 하는 한국 군사정전에 관한 협정）:307，朝中代表团则表示坚决反对。朝鲜停战谈判朝中代表团1952年3月30日表示，“朝鲜的名称，有着悠久的历史，朝鲜语言不能容许在停战协定中任意改变其明确含义。为了停战协定的完整，‘联合国军’的朝文名称，本应使用正确的译名，但由于对方坚持使用‘国际联合军’的名称，我方建议将这两个名词的问题同时解决。我方同意对方对于对方本身名称的朝文译文的意见，但对方必须尊重我方对于‘朝鲜’的名称的正确使用。”最终，《协定》正式文本使用“朝鲜”称法，文内表述相应地称为“朝鲜停战协定”、“朝文”、“朝鲜板门店”。

## 停战谈判
1950年6月25日，朝鮮人民軍跨越北緯38度線南下入侵南韓，朝鲜战争爆发。1950年7月7日，联合国安理会通过第84号决议，授权美国组建联合国军司令部，率领美国为主的16个国家的军队和5个其他国家的医疗队介入朝鲜战争。1950年10月上旬，中共中央提出“抗美援朝、保家卫国”的口號，决定派兵入朝作战。1950年10月8日，中央人民政府人民革命军事委员会主席毛泽东命令東北邊防軍组成「中国人民志愿军」，任命军委副主席彭德怀为司令员兼政治委员。1950年10月19日，中国人民志愿军秘密入朝作战。
到1951年5月末，经过五次大规模的战役，中朝军队与联合国军在“三八线”一带形成僵局。

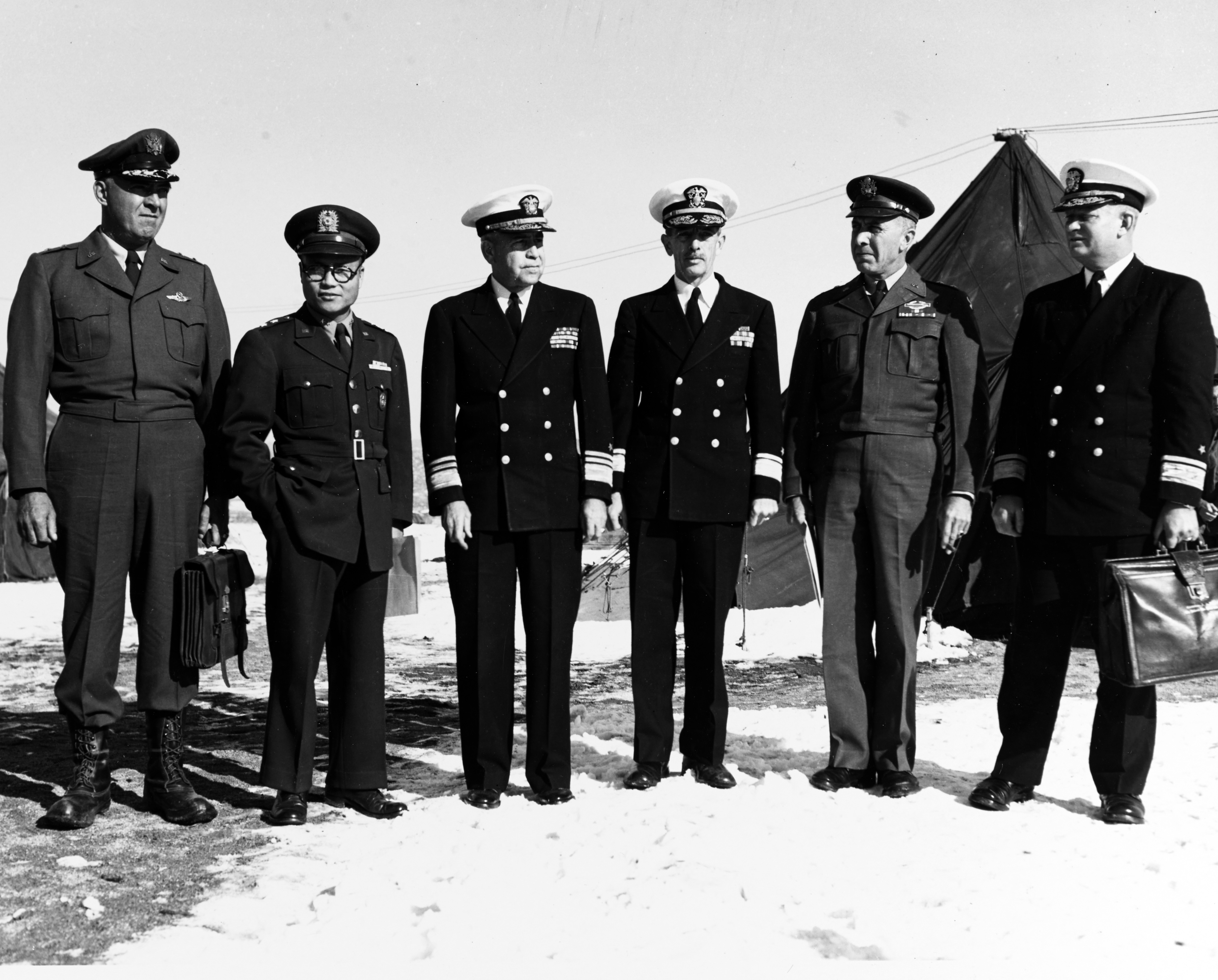
1951年11月30日的聯合國談判代表

1951年7月10日，朝鲜停战谈判开始第一次会谈，谈判地点位于中朝控制区开城的來凤莊。双方各派五名谈判代表。中、朝代表是朝鲜人民军总参谋长南日大将（首席代表）、朝鲜人民军副总参谋长兼侦察总局局长李相朝中将、朝鲜人民军第三师团参谋长张平山少将、中国人民志愿军副司令员邓华、中国人民志愿军参谋长解方。中国人民志愿军代表团党委书记李克农，副书记邓华、乔冠华、解方、柴成文。联合国军谈判代表是首席代表、美國遠東海軍司令官特纳·乔伊中將，美國遠東空軍副司令官勞倫斯·卡迪·克雷吉少將，美國第八軍團副參謀長霍迪斯（亨利·霍治）陸軍少將，美國遠東海軍參謀長阿利·伯克少將和韓國國軍第一軍軍長白善烨少將。

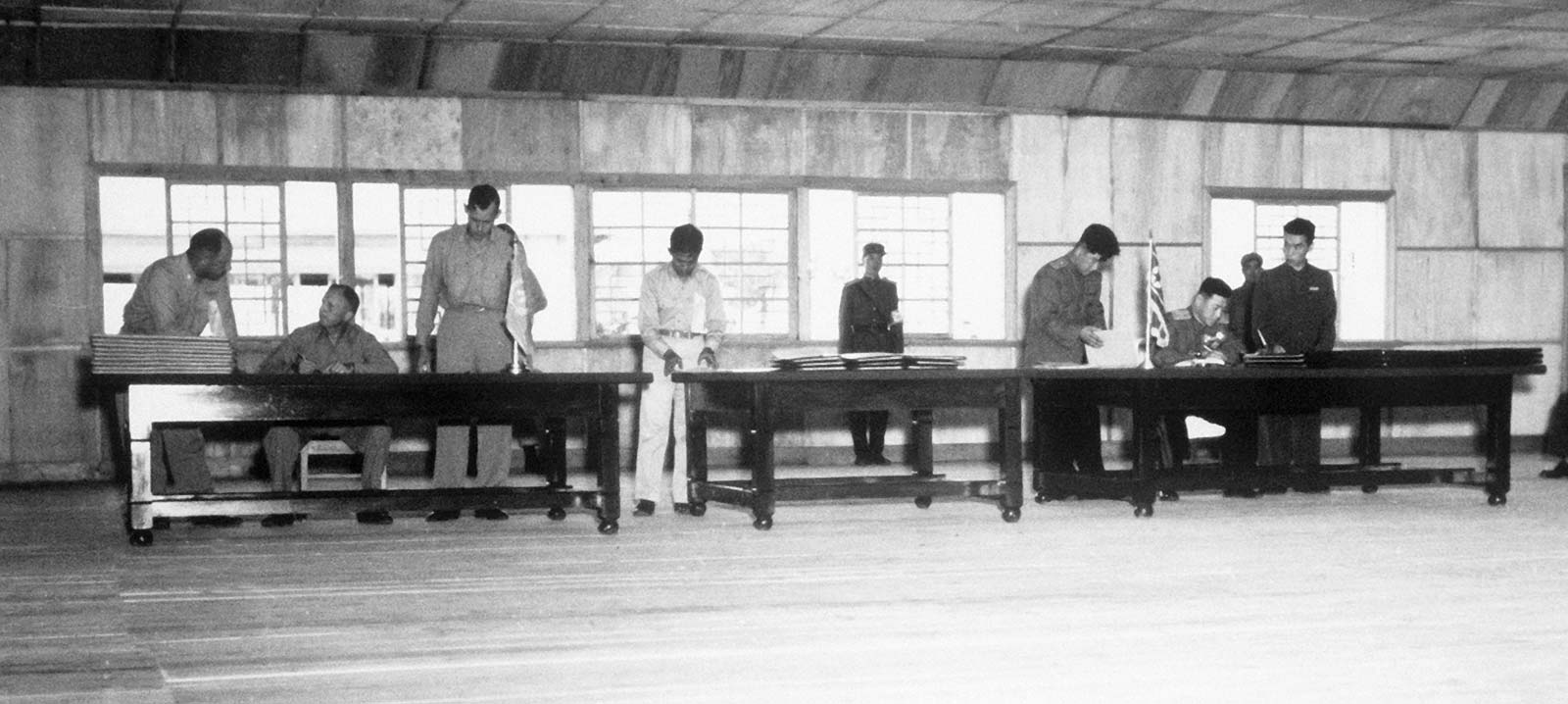
《朝鲜停战协定》签署现场。左侧坐者为联合国军首席代表海立胜，右侧坐者为中朝首席代表南日

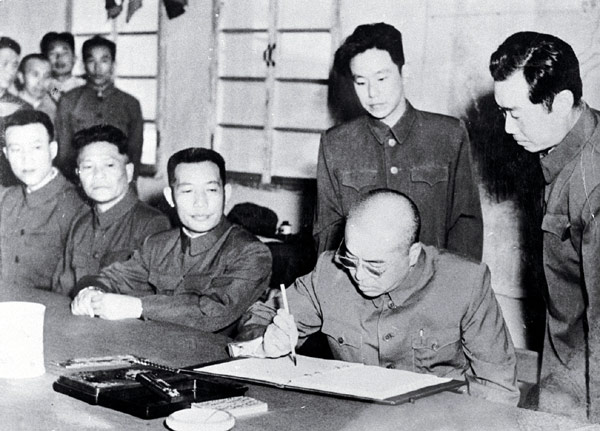
1953年7月27日，中国人民志愿军司令员彭德怀在开城签署朝鲜停战协定。

朝鲜战争停战谈判历经747天，期间打打停停，一度中断。谈判代表团成员也多次更换。1951年10月25日恢复谈判，边章五接替邓华担任谈判代表。1951年底谈判有望谈出结果，调来杜平、丁国钰参加谈判，其中杜平任副书记。1952年10月8日停战谈判无限期推迟，李克农回京，边章五、解方、杜平回原单位，由乔冠华主持代表团。1953年3月下旬谈判有望恢复，由李克农任书记，副书记杜平、乔冠华，委员丁国钰、柴成文并出任前台的谈判代表。
停战后，1953年9月李克农回北京，由杜平、乔冠华主持。1954年11月24日，中共中央主席毛泽东致信朝鲜劳动党委员长金日成，建议今后开城工作交由朝鲜同志负责。1955年1月，丁国钰、柴成文从开城到平壤向金日成汇报、移交工作后回国。从此志愿军停战谈判代表团改为联络处，保留一名停战委员会委员与会，直至1990年代后期撤销。

## 停战协定
1953年7月27日上午10时，联合国军代表小威廉·凯利·海立胜中将、朝鲜人民军及中国人民志愿军代表南日大将在朝鲜半岛板门店签署了这一协定，:335-336同日下午，协定送至汶山里附近的联合国军基地，由马克·克拉克上将签署；随后送呈朝鲜人民军最高司令官金日成和中国人民志愿军司令员彭德怀签字，得以正式生效。由于大韩民国时任总统李承晚的反对，大韩民国国军并未在停战协定上签字，但最终执行了协定。
协定的序言中称，此协定的目的是“为停止造成双方巨大痛苦与流血的朝鲜冲突，并旨在确立足以保证在朝鲜的敌对行为与一切武装行动完全停止的停战，以待最后和平解决的达成”。

## 主要内容
朝鲜停战协定的主要内容包含：
1. 建立军事分界线与非军事区：确定一军事分界线，双方各由此线后退二公里，以便在敌对军队之间建立一非军事区。建立一非军事区作为缓冲区，以防止发生可能导致敌对行为复发的事件。双方均不得在非军事区内，或自非军事区，或向非军事区进行任何敌对行为。非经军事停战委员会特许，任何军人或平民不准越过军事分界线。
2. 停战：敌对双方司令官命令并保证其控制下的一切武装力量，包括陆、海、空军的一切部队与人员，完全停止在朝鲜的一切敌对行为，此项敌对行为的完全停止自停战协定签字后十二小时起生效。生效后七十二小时内自非军事区撤出其一切军事力量、供应与装备。
3. 遣返战俘：停战协定生效后六十天内，各方应将其收容下的一切坚持遣返的战俘分批直接遣返，或统交中立国遣返委员会（英语：Neutral Nations Repatriation Commission）处理。自中立國遣返委員會接管之日起的九十天內，各方派出代表向一切戰俘解釋他們的權利。[11][22]。中立國監察委員會的旗幟

中立國監察委員會的旗幟

## 意义
朝鲜停战协定由作战双方司令官签署，没有规定失效日期。根据该协定，在朝鲜半岛出现了一条4公里宽、248公里长，横贯整个朝鲜半岛的，隔开双方战斗人员。
朝鲜停战协定是维持朝鲜半岛处于停火状态的唯一法律依據，朝鮮民主主義人民共和國與大韓民國、美国未签订和平条约。
朝鲜人民军、中国人民志愿军、联合国军按照朝鲜停战协定组织军事停战委员会，不设主席，由十名军事成员组成，以监督协定的实施及协商处理任何违反协定的事件。1994年4月28日，朝鲜人民军决定停止参加停战委员会活动，并不再承认停战委员会联合国军司令部部分为对应机构，派遣一个由最高司令官任命的新的小组同美国军方接触，讨论尚未解决的军事问题，包括新的确保持久和平的制度，以取代停战委员会。1994年9月1日，中国外交部宣布召回驻板门店停战委员会的代表团。1994年12月15日，中国人民志愿军代表团离开平壤回北京。

## 后续
朝鲜停战协定没有规定失效日期，签订后意味着朝鲜战争敌对双方无限期停止军事冲突行动，是和平解决朝鲜问题的开端。1958年10月，中国人民志愿军分三批全部撤出朝鮮民主主義人民共和國回国。联合国军仍驻扎在大韩民国本土。
朝鲜半岛统一问题长期搁置，迄今未得到解决。朝鮮民主主義人民共和國多年来一直反对南北双方同時加入联合国，担心会使朝鲜半岛南北分裂永久化（兩個朝鮮）。冷战结束后，1991年9月17日，联合国大会第46届会议第一次全会通过第46/1号决议，朝鮮民主主義人民共和國和大韓民國同时加入联合国，成为正式会员国。
儘管协定的序言称簽訂的目的是“最后和平解决的达成”，然而自签订以来，至今仍未有任何達成最终和平的方法，南北雙方曾各自提出統一方案或模式，均遭對方拒絕或無視。
朝鮮民主主義人民共和國和大韓民國都曾单方面宣布将不再遵守该停战协定。1954年6月日內瓦會議和談破裂後，大韩民国外交部长官卞荣泰称“不再认为有义务遵守停战协定”。2009年5月27日，朝鮮民主主義人民共和國对大韓民國加入“防扩散安全倡议”采取强硬措施，宣布朝鮮民主主義人民共和國退出停战协定，将不再受朝鲜停战协定约束。2013年3月5日，朝鲜人民军最高司令部发言人声明，朝鮮民主主義人民共和國将不承认朝鲜停战协定。
2018年4月27日，大韩民国总统文在寅与朝鮮民主主義人民共和國国务委员会委员长金正恩共同签署《板門店宣言》，原宣稱該年內连同美国与朝鲜民主主义人民共和国簽订和议。但直到2022年5月9日文在寅卸任仍未實現。朝鲜半岛法理上仍處於戰爭狀態。
2022年5月10日，韩国第20任总统尹锡悦就职，并强调其任期内将扩大美日韩之间的合作，并对中朝采取更强硬的态度。
2022年10月24日，南北韓在朝鮮半島西部海域互相開火示警。
2022年12月26日，朝鮮無人機越界侵犯韓國領空，在韓國首爾、仁川江華等地上空飛行約7小時。韓國國軍雖實施了射擊等應對作戰，但未能命中目標。
2023年1月17日，南韓指，朝鮮勞動黨總書記金正恩在朝鮮勞動黨八屆六中全會上將韓方界定為「明確的敵人」。2023年2月16日，韓國國防部發佈2022年版《國防白皮書》，明確指出「北韓政權和北韓軍是我國（大韓民國）的敵人」，是時隔六年再次出現「北韓是敵人」的表述。
2023年2月24日，韩国统一部表示过去两年，南北之间人员往来完全中断。
2023年12月，朝鮮勞動黨總書記金正恩正式宣布北韓與南韓的關係不再是「同一民族」的關係，而是敵對兩國關係，強調兩韓是兩個不同民族的國家，不再尋求與大韓民國統一，定調兩韓處於「敵對」或「交戰」關係。朝鮮勞動黨得出「朝韓永遠都無法實現統一」的結論。2024年1月，朝鲜各类宣传媒体开始移除统一相关内容，并称2024年是“韩朝最有可能发生冲突的一年”。

## 纪念
朝鮮民主主義人民共和國自認在战争中战胜美国。1973年，朝鮮民主主義人民共和國将停战协定签订日定为“祖国解放战争胜利纪念日”，1996年又升格为国家级节日“战胜节”。
美国于1995年在华盛顿特区设立朝鲜战争老兵（阵亡将士）纪念碑，为纪念朝鲜战争中阵亡的美军士兵和联合国士兵。
2017年7月26日，美国总统唐纳德·特朗普宣布7月27日为国家朝鲜战争退伍军人停战日（National Korean War Veterans Armistice Day）。

## 外部連結
美国國家檔案和記錄管理局保存的协定正式文本圖像：
- 協定中文本·卷一·條文 （页面存档备份，存于） 、朝鮮停戰協定的臨時補充協議 （页面存档备份，存于）
- 協定英文本·卷一·條文 （页面存档备份，存于） 、協定英文本·卷二·地圖 （页面存档备份，存于）
- 協定朝文本·卷一·條文 （页面存档备份，存于）
- 協定英文本第1頁照片 （页面存档备份，存于）

维基文库的协定文字版：
- 维基文库中的相關文獻：协定正式中文本
- 维基文库中的相關文獻：en:Korean Armistice Agreement（協定正式英文本）
- 维基文库中的相關文獻：大韩民国提供的協定韩文版